# 268 aC
El 268 aC va ser un any del calendari romà prejulià. Durant la República i l'Imperi Romà, era conegut com a any del consolat de Sop i Rus (o, més rarament, any 486 ab urbe condita). L'ús del nom «268 aC» per referir-se a aquest any es remunta a l'alta edat mitjana, quan el sistema Anno Domini va ser el mètode de numeració dels anys més comú a Europa.

## Esdeveniments

### República de Roma
- Aquest any són elegits cònsols Publi Semproni Sop i Appi Claudi Rus.[2]
- Els dos cònsols celebren un triomf per la seva victòria sobre els picentins, un poble dels Abruços.[3]
- Segons els Fasti capitolini, Api Claudi Rus va morir abans d'acabar el seu consolat.[2]
- Roma ocupa Ariminium, ciutat dels umbres, i hi estableix una colònia romana.[4][5]
- S'instaura una colònia romana a Beneventum, per vigilar els samnites.[6] La ciutat pren per primera vegada el nom de Beneventum, ja que fins llavors s'anomenava Maleventum (Μαλόεντον, o Μαλεβεντός), un nom que els romans consideraven de mal auguri.[7][8]